# غارهای کورکا

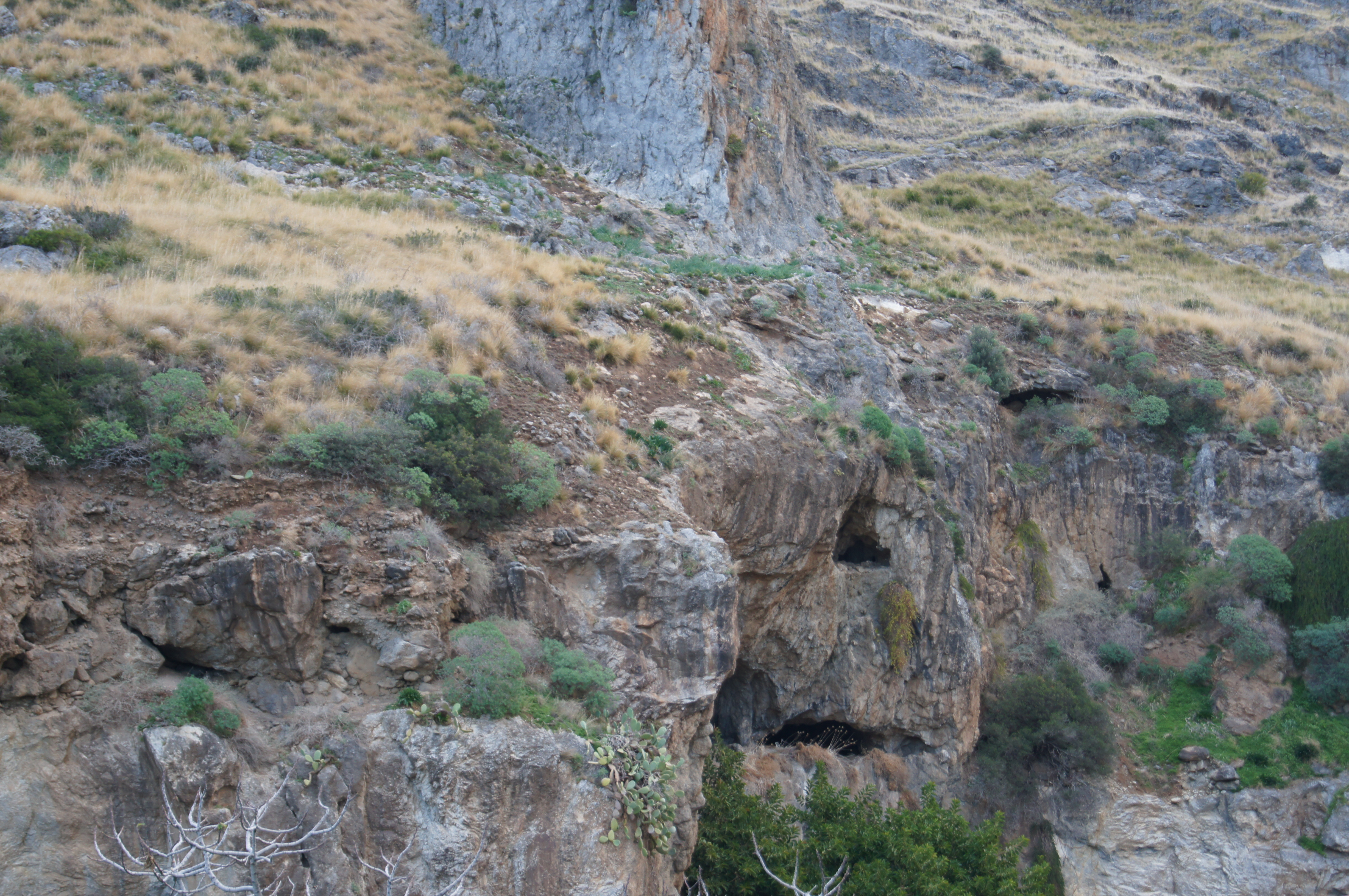
غار تاریکی

غارهای کورکا (ایتالیایی: Grotte di Coreca) دو غار حلال‌پوشی‌شده است که در حاشیهٔ سواحل دریای تیرنی در کالابریا، و در نزدیکی کورکا در کومونهٔ آمانتئا واقع شده‌است.
دو مدخل ورودی این غارها بسیار نزدیک به هم هستند و در حدود ۱۰–۹ متر از هم فاصله دارند. در گذشته‌های دور، این ورودی‌ها در سطح دریا بودند، اما اینک حدود ۲۵ متر بالاتر از سطح آب هستند و این موضوع، دسترسی به آنها را مشکل می‌سازد. ابعاد ورودی‌ها متفاوت است و در «غار تاریکی» (Grutta du 'Scuru) باریکتر از «غار گروتونی» است.
این غارها در اواخر عصر برنز مورد استفادهٔ انسان‌های نخستین بوده‌اند. اشیاء یافت‌شده در این غار نظیر سفال‌های تراکوتا، دستاس و سنگ‌های تراش‌خورده به‌خوبی حفظ شده بودند. این دو غار مصارف گوناگونی داشته‌اند: از «غار تاریکی» برای انجام مراسم تدفین مردگان و از «غار گروتونی» به عنوان سکونت‌گاه استفاده می‌شده‌است.